# Ørum (Brønderslev Kommune)
 For alternative betydninger, se Ørum. (Se også artikler, som begynder med Ørum)
Ørum er en landsby i det centrale Vendsyssel med under 200 indbyggere, beliggende 5 km nordvest for Hjallerup, 26 km nordøst for Aalborg, 14 km vest for Dronninglund og 21 km sydøst for Brønderslev. Landsbyen hører til Brønderslev Kommune og ligger i Region Nordjylland. I 1970-2006 hørte den til Dronninglund Kommune.
Ørum hører til Ørum Sogn. Ørum Kirke ligger i landsbyen.

## Faciliteter
Ørum Kultur- og Forsamlingshus har en stor sal til 114 personer med scene og en lille sal til 36 personer. Ved Digemarken 200 m mod sydøst ligger det rekreative område Oasen med sheltere, petanque, beachvolley, fodboldbane, legeplads, bålhytte og pavillon. Landsbyen har også et lille stadion med fodboldbane og Ørum Sportsforenings klubhus.

## Etymologi
Forleddet "ør" betyder "grus". Efterleddet er afledt af -heim, samme ord som hjem "sted, hvor man har slået sig ned".

## Historie
I 1682 bestod Ørum af 19 gårde og 4 huse med jord. Det samlede dyrkede areal udgjorde 402,2 tønder land skyldsat til 61,35 tønder hartkorn. Dyrkningsformen var græsmarksbrug med tægter.
I 1901 blev Ørum beskrevet således: "Ørum Kirke, enligt beliggende, med skole, forsamlingshus (opført 1898) og teglværk," som Teglværksvej stadig minder om. Det lå på skrænten oven for Ørum Bæk. Senere i 1900-tallet har landsbyen også haft mejeri.

### Jernbanen
Ørum fik station på Vodskov-Østervrå Jernbane (1924-50). Stationen lå ensomt midt mellem Ørum og nabolandsbyen Trøgdrup (nu Krabdrup), men fik ikke navn efter nogen af de to landsbyer, derimod efter gården Bjørnholm 700 m mod nord. Bjørnholm Station havde 96 m læssespor. Stationen blev ved banens lukning solgt til postvæsenet.
Stationsbygningen er bevaret som privat bolig på Trøgdrupvej 32. Nordøst for gården Nørre Ravnstrup er et stykke af banens tracé bevaret som markvej.